# Pebersvend
Pebersvend er en betegnelse for en ugift mand over 30 år. Har vedkommende tidligere været gift, er man ikke berettiget pebersvend. Ordet har siden 1500-tallet også, i bredere betydning, været brugt om en gammel "ungkarl". Den kvindelige parallelbetegnelse, pebermø, kom i brug i løbet af 1700-tallet.

## Baggrund
Pebersvend kommer fra en betegnelse som blev brugt fra omkring 1530 om omrejsende handelsmænd eller bestyrere af udenlandske handelskontorer. Dette gjaldt særlig handelsbetjente som var i tjeneste i det nordtyske Hanseforbund, for eksempel ved handelshuset i Bryggen, og som handlede med peber og andre kostelige krydderier. Disse levede delvist afsondret fra hovedkontoret, havde forbud mod fraternisering og forblev ugifte. Ordets betydning blev i løbet af 1500-tallet udvidet til en generel betegnelse på ugifte mænd og gamle ungkarle. Udtrykket findes også på svensk, gerne i formen pepparsäck som var dannet efter det tyske Pfeffersack (pebersæk), en drillende betegnelse for hanseatiske købmænd.
Foruden peber og salt var pebersvende kendte og udskældte for deres løshandel med humle, stål, tjære og andre varer og deres opkøb af øksener (okser), heste, fæ, huder, skind, korn, smør og andre varer uden for de etablerede markeder, som blev kontrolleret af de kgl. privilegerede købstæder. De levende kreaturer blev gensolgt til forprang, mange gik til Holsten, derfor benævner man dem også i samtiden "holstenere".
Lensmændene havde allerede fra 1600-tallet fuldmagt til at gribe pebersvende og løsgængere og lade dem straffe.
I en Betænkning af Borgerstanden 1629 klager borgerne til Kongen over, at der „under Bønder og Bønderdrenge findes og mange Pebersvende, som driver Kjøbmandskab, sælger Bønderne Salt, Humle. Stål, Tjære og andre Vare og kjøber af Bønderne igen Øxen, Heste, Fæ, Korn, Smør, Huder, Skind og andre Vare, som de igen udsælger til Forprang, Borgerskabet til mærkelig Skade".
I det 16. og 17. århundredes skattebreve og lensregnskaber er pebersvende en stående klasse af skatteydere, og de vare ingenlunde de sidste blandt disse. Efter at de en tid havde svaret en fjerdedel skat mod jordegne bønder, ansættes de fra 1571 til halvt så stor en skat som disse og dobbelt så stor som husmænd og inderster.
H.C. Andersen som forblev pebersvend hele livet, udgav eventyret "Pebersvendens nathue" i 1858. Der forklarer han blandt andet ordets oprindelse.
I det moderne samfund bliver ordet særlig knyttet til skikken med at forære ugifte 30-års fødselarer en peberbøsse, eller peberkværn.
Efter en nyere tradition overdynges ugifte 25-årige med kanel.